# Atletisme als Jocs Olímpics d'Estiu de 1920 - marató masculina
La marató masculina va ser una de les proves del programa d'atletisme disputades durant els Jocs Olímpics d'Anvers de 1920. La prova es va disputar el 22 d'agost de 1920 i hi van prendre part 48 atletes de 17 nacions diferents.

## Medallistes
| Or                       | Plata               | Bronze             |
| Hannes Kolehmainen (FIN) | Jüri Lossmann (EST) | Valerio Arri (ITA) |

## Rècords
Aquests eren els rècords del món i olímpic que hi havia abans de la celebració dels Jocs Olímpics de 1920.
| Rècord del Món | 2h 36' 07"      | Alexis Ahlgren | Londres (GBR)  | 31 de maig de 1913   |
| Rècord Olímpic | 2h 36' 54.8 (*) | Ken McArthur   | Estocolm (SWE) | 14 de juliol de 1912 |

(*) Distància sobre 40.2 quilòmetres
A Hannes Kolehmainen se li reconeix haver establert un nou rècord del món en la marató amb un temps de 2h 32' 35.8". Tot i que la distància de la cursa es va dir que era de 42,750 km, l'Association of Road Racing Statisticians estima que la cursa es va disputar sobre una distància de tan sols 40 km.

## Resultats
| Pos. | Atleta                  | Nació         | Temps        |
| ---- | ----------------------- | ------------- | ------------ |
| 1    | Hannes Kolehmainen      | Finlàndia     | 2h32'35"8 WR |
| 2    | Jüri Lossmann           | Estònia       | 2h32'48"6    |
| 3    | Valerio Arri            | Itàlia        | 2h36'32"8    |
| 4    | Auguste Broos           | Bèlgica       | 2h39'25"8    |
| 5    | Juho Tuomikoski         | Finlàndia     | 2h40'18"8    |
| 6    | Sofus Rose              | Dinamarca     | 2h41'18"0    |
| 7    | Joseph Organ            | Estats Units  | 2h41'30"0    |
| 8    | Rudolf Hansen           | Dinamarca     | 2h41'39"4    |
| 9    | Urho Tallgren           | Finlàndia     | 2h42'40"0    |
| 10   | Tatu Kolehmainen        | Finlàndia     | 2h44'03"2    |
| 11   | Carl Linder             | Estats Units  | 2h44'21"2    |
| 12   | Charles Mellor          | Estats Units  | 2h45'30"0    |
| 13   | James Dellow            | Canadà        | 2h46'47"0    |
| 14   | Bobby Mills             | Regne Unit    | 2h48'05"0    |
| 15   | Arthur Scholes          | Canadà        | 2h48'30"0    |
| 16   | Shizo Kanakuri          | Japó          | 2h48'45"4    |
| 17   | Gustav Kinn             | Suècia        | 2h49'10"4    |
| 18   | Albert Moché            | França        | 2h50'00"2    |
| 19   | Phadeppa Chaugle        | Índia         | 2h50'45"4    |
| 20   | Zensaku Motegi          | Japó          | 2h51'09"4    |
| 21   | Kenzo Yashima           | Japó          | 2h57'02"0    |
| 22   | Norman General          | Canadà        | 2h58'01"0    |
| 23   | Rudolf Wåhlin           | Suècia        | 2h59'23"0    |
| 24   | Yahei Miura             | Japó          | 2h59'37"0    |
| 25   | Henri Teyssedou         | França        | 3h00'04"0    |
| 26   | Hendricus Wessel        | Països Baixos | 3h00'17"0    |
| 27   | Charles Melis           | Bèlgica       | 3h00'51"0    |
| 28   | William Grüner          | Suècia        | 3h01'48"0    |
| 29   | George Piper            | Regne Unit    | 3h02'10"0    |
| 30   | Sinton Hewitt           | Austràlia     | 3h03'27"0    |
| 31   | Leslie Housden          | Regne Unit    | 3h14'07"0    |
| 32   | Iraklis Sakellaropoulos | Grècia        | 3h14'25"0    |
| 33   | Juan Bascuñán           | Xile          | 3h17'47"0    |
| 34   | Oscar Blansaer          | Bèlgica       | 3h20'00"0    |
| 35   | Eric Robertson          | Regne Unit    | 3h55'00"0    |
| -    | Christian Gitsham       | Sud-àfrica    | Ab.          |
| -    | Ettore Blasi            | Itàlia        | Ab.          |
| -    | Louis Ichard            | França        | Ab.          |
| -    | Antonio Persico         | Itàlia        | Ab.          |
| -    | Albert Smoke            | Canadà        | Ab.          |
| -    | Axel Jensen             | Dinamarca     | Ab.          |
| -    | Arthur Roth             | Estats Units  | Ab.          |
| -    | Panagiotis Trivoulidas  | Grècia        | Ab.          |
| -    | Christiaan Huijgens     | Països Baixos | Ab.          |
| -    | Desiré Van Remortel     | Bèlgica       | Ab.          |
| -    | Hans Schuster           | Suècia        | Ab.          |
| -    | Amédée Trichard         | França        | Ab.          |
| -    | Sadashir Datar          | Índia         | Ab.          |